# Lijst van rijksmonumenten in Noord-Brabant

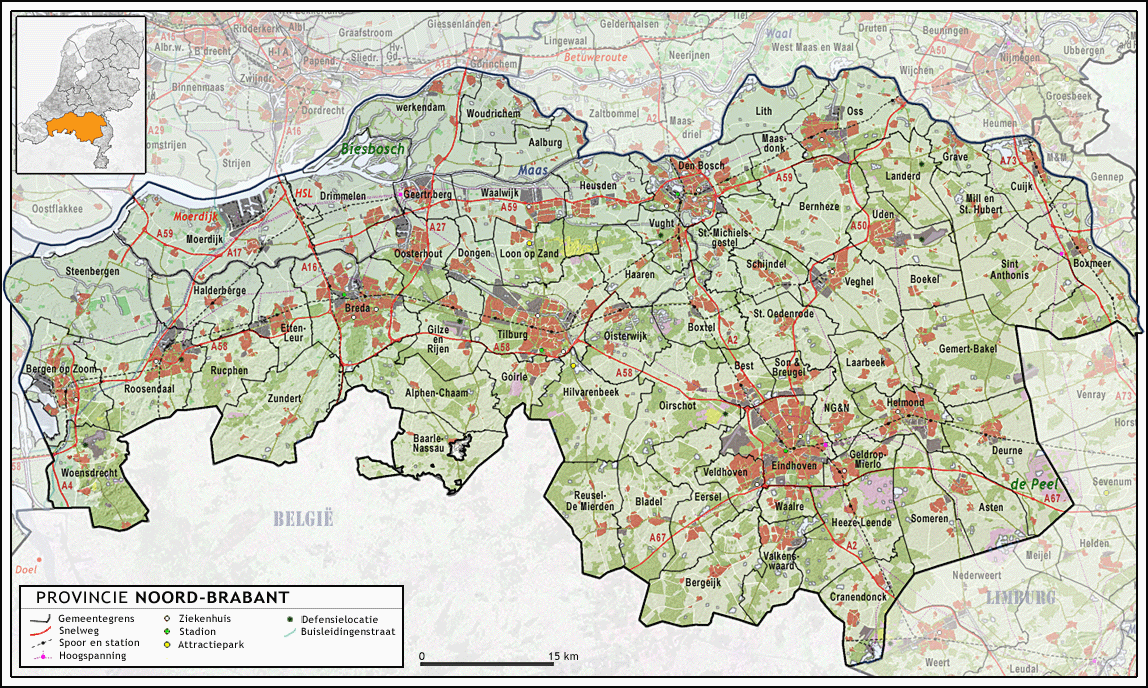
Noord-Brabant

In de volgende gemeenten in Noord-Brabant bevinden zich rijksmonumenten:
- Lijst van rijksmonumenten in Alphen-Chaam
- Lijst van rijksmonumenten in Altena
- Lijst van rijksmonumenten in Asten
- Lijst van rijksmonumenten in Baarle-Nassau
- Lijst van rijksmonumenten in Bergeijk
- Lijst van rijksmonumenten in Bergen op Zoom
- Lijst van rijksmonumenten in Bernheze
- Lijst van rijksmonumenten in Best
- Lijst van rijksmonumenten in Bladel
- Lijst van rijksmonumenten in Boekel
- Lijst van rijksmonumenten in Boxtel
- Lijst van rijksmonumenten in Breda
- Lijst van rijksmonumenten in Cranendonck
- Lijst van rijksmonumenten in Deurne
- Lijst van rijksmonumenten in Dongen
- Lijst van rijksmonumenten in Drimmelen
- Lijst van rijksmonumenten in Eersel
- Lijst van rijksmonumenten in Eindhoven
- Lijst van rijksmonumenten in Etten-Leur
- Lijst van rijksmonumenten in Geertruidenberg
- Lijst van rijksmonumenten in Geldrop-Mierlo
- Lijst van rijksmonumenten in Gemert-Bakel
- Lijst van rijksmonumenten in Gilze en Rijen
- Lijst van rijksmonumenten in Goirle
- Lijst van rijksmonumenten in Haaren
- Lijst van rijksmonumenten in Halderberge
- Lijst van rijksmonumenten in Heeze-Leende
- Lijst van rijksmonumenten in Helmond
- Lijst van rijksmonumenten in 's-Hertogenbosch
- Lijst van rijksmonumenten in Heusden
- Lijst van rijksmonumenten in Hilvarenbeek
- Lijst van rijksmonumenten in Laarbeek
- Lijst van rijksmonumenten in Land van Cuijk
- Lijst van rijksmonumenten in Loon op Zand
- Lijst van rijksmonumenten in Maashorst
- Lijst van rijksmonumenten in Meierijstad
- Lijst van rijksmonumenten in Moerdijk
- Lijst van rijksmonumenten in Nuenen, Gerwen en Nederwetten
- Lijst van rijksmonumenten in Oirschot
- Lijst van rijksmonumenten in Oisterwijk
- Lijst van rijksmonumenten in Oosterhout
- Lijst van rijksmonumenten in Oss
- Lijst van rijksmonumenten in Reusel-De Mierden
- Lijst van rijksmonumenten in Roosendaal
- Lijst van rijksmonumenten in Rucphen
- Lijst van rijksmonumenten in Sint-Michielsgestel
- Lijst van rijksmonumenten in Someren
- Lijst van rijksmonumenten in Son en Breugel
- Lijst van rijksmonumenten in Steenbergen
- Lijst van rijksmonumenten in Tilburg
- Lijst van rijksmonumenten in Valkenswaard
- Lijst van rijksmonumenten in Veldhoven
- Lijst van rijksmonumenten in Vught
- Lijst van rijksmonumenten in Waalre
- Lijst van rijksmonumenten in Waalwijk
- Lijst van rijksmonumenten in Woensdrecht
- Lijst van rijksmonumenten in Zundert